# Кугат, Шавьер
Шавье́р Куга́т (кат. Xavier Cugat [ʃəβiˈe kuˈɣat], полное имя Francesc d’Asís Xavier Cugat Mingall de Bru i Deulofeu; 1 января 1900, Жирона — 27 октября 1990, Барселона) — испано-американский руководитель джазового оркестра, аранжировщик, певец, актёр, режиссёр и сценарист. Один из ключевых популяризаторов латиноамериканской музыки в Америке.

## Биография
Родился в первый день 1900 года в Жироне. Его семья эмигрировала на Кубу, когда Шавьеру было пять лет. Там он был обучен игре на скрипке и играл в оркестре Национального театра в Гаване. 6 июля 1915 года вся семья эмигрировала в Нью-Йорк. Здесь он начинает играть в группе под названием «Gigolos» во время повального увлечения танго. Когда популярность танго пошла на убыль, он устроился карикатуристом в «Лос-Анджелес Таймс». В конце 1920-х годов, когда звук стал использоваться в фильмах, он создал оркестр танго, с которым добился определённых успехов в первых коротких музыкальных фильмах. К началу 1930-х годов он начал появляться со своей группой в художественных фильмах. В 1931 году его группу пригласили на открытие отеля «Waldorf Astoria» в Нью-Йорке, в котором позже они играли на постоянной основе. На протяжении 30 лет он курсировал между Нью-Йорком и Лос-Анджелесом, чередуя выступления в отелях, на радио, записи и съёмки в кино. В 1940-x годах с его оркестром выступала, записывалась для радио и снималась в кино певица Лина Ромэй. После перенесённого в 1971 году инсульта Кугат прекратил музыкальную деятельность и вернулся в Испанию.
Шавьер Кугат умер от сердечной недостаточности в возрасте 90 лет в Барселоне и был похоронен в своём родном городе Жироне.

## Дискография
- 1937 — «Xavier Cugar & his Ochestra. Rumba Rumbero»
- 1940 — «Xavier Cugat & his Orchestra»
- 1957 — «Bread, Love and Cha Cha Cha»
- 1958 — «The King Plays Some Aces»
- 1959 — «That Latin Beat!»
- 1963 — «Cugi’s Cocktails»

## Фильмография

### Кинокомпозитор
- 1930 — Captain Thunder
- 1930 — The Lash
- 1930 — Charros, gauchos y manolas
- 1932 — «Белый зомби»
- 1954 — «Длинный, длинный трейлер»
- 1956 — Donatella

### Режиссёр
- 1930 — Un fotógrafo distraído короткометражный
- 1930 — Charros, gauchos y manolas (также сценарист)

### Актёр
- 1925 Весёлая вдова / The Merry Widow — руководитель оркестра
- 1928 A Spanish Ensemble короткометражный — камео
- 1929 Mexicana короткометражный — камео
- 1930 — The Lash — руководитель оркестра
- 1936 Go West Young Man — руководитель оркестра в «Drifting Lady»
- 1937 Let’s Go Latin короткометражный — камео
- 1942 You Were Never Lovelier — камео
- 1943 Stage Door Canteen — камео
- 1943 The Heat’s On — руководитель оркестра
- 1943 — Солдатский клуб / Stage Door Canteen — дирижёр своего оркестра
- 1944 Two Girls and a Sailor — камео
- 1944 Bathing Beauty — руководитель оркестра
- 1945 Week-End at the Waldorf — руководитель оркестра
- 1946 Holiday in Mexico — камео
- 1946 No Leave, No Love — камео
- 1947 This Time for Keeps — руководитель оркестра
- 1948 On an Island with You — камео
- 1948 «Свидание с Джуди» / A Date with Judy — руководитель оркестра
- 1948 Luxury Liner — камео
- 1949 Neptune’s Daughter — камео
- 1952 Xavier Cugat and His Orchestra короткометражный — камео
- 1954 The Red Skelton Show (ТВ-сериал) / эпизод № 4.7 — президент южноамериканской страны
- 1955 "Чикагский синдикат" — Бенни Чико
- 1956 The Eddy Duchin Story — камео
- 1956 Donatella — камео
- 1957 A sud niente di nuovo
- 1963 Das Feuerschiff[3]
- 1965 Sábado 64 (ТВ-сериал) / эпизод 13 марта 1965
- 1969 The Monitors — Bug for Culture
- 1970 Финкс — камео
- 1973 La gente quiere saber (ТВ-сериал) / эпизод 4 апреля 1973
- 1978 Nunca en horas de clase — президент
- 1980 Taxi короткометражный